# Kościół Matki Bożej Częstochowskiej w Sułowie
Kościół Matki Bożej Częstochowskiej – rzymskokatolicki kościół pomocniczy należący do parafii Świętych Apostołów Piotra i Pawła w Sułowie.
Świątynia została zbudowana w latach 1765–1767 jako protestancka. Ufundowali ją Sofia i Sylvius von Burghaus. Budowla została wzniesiona na planie ośmiokąta i posiada konstrukcję szkieletową. Od strony wschodniej pod zakrystią jest umieszczona krypta grobowa. We wnętrzu znajdują się m.in. ołtarz główny, wykonany około 1765 roku, rzeźby św. Jana Chrzciciela i Mojżesza z XVIII wieku oraz płaskorzeźba, przedstawiająca Ostatnią Wieczerzę w stylu renesansowym.